# Hamadryas ferentina
Hamadryas ferentina är en fjärilsart som beskrevs av Jean Baptiste Godart 1823. Hamadryas ferentina ingår i släktet Hamadryas och familjen praktfjärilar. Inga underarter finns listade i Catalogue of Life.